# Bim bam
Bim bam is een single uit 1982 van André van Duin.

## Achtergrond

### Bim bam
De singles uitgegeven in de jaren hiervoor waren meestal door André van Duin zelf geschreven, al dan niet samen met zijn toenmalige muziekproducent Ad Kraamer. Deze single bevatte twee covers, gearrangeerd door Harry van Hoof. Producer was dit keer weer Bert Schouten, die na een uitstapje naar CBS, weer terug was bij CNR Records.
Bim bam is terug te voeren op Les trois cloches van Jean Villard uit 1939, voornamelijk bekend geraakt door de zangeres Édith Piaf. Nadat het in de oorspronkelijke taal was uitgegeven verschenen versies in onder meer het Engels, Italiaans en in het Duits. André van Duin zong het in het Nederlands met een eigen tekst. In de voor het popprogramma AVROs Toppop opgenomen videoclip, zong Van Duin het met drie andere klokkenluiders, die hij ook speelde.
De plaat die met Als Je Huilt een zogenaamde "dubbele A kant" heeft, werd veel gedraaid op Hilversum 1 en Hilversum 3 en werd een grote hit. De plaat bereikte de nummer 1-positie in zowel de Nederlandse Top 40, Nationale Hitparade als de TROS Top 50. In de Europese hitlijst op Hilversum 3, de TROS Europarade, werd de 19e positie bereikt.
In België bereikte de plaat de 5e positie in de Vlaamse Ultratop 50 en de 6e positie in de Vlaamse Radio 2 Top 30.

### Als je huilt
Als je huilt is een bewerking van Cry van Churchill Kohlman uit circa 1951. Het werd een hit voor Johnnie Ray & The Four Lads in dat jaar. Als je huilt is een single in het genre 'Pech en ongeluk'. Ook deze videoclip van de plaat werd in Nederland toentertijd op televisie uitgezonden in de pop programma's AVRO's Toppop en Countdown van Veronica. Hierbij droeg van Duin een bril die water kon spuiten om het huilen te laten zien waarbij ook het publiek nat werd gespoten.

## Hitnoteringen
De hitnoteringen gelden voor zowel de A- als B-kant. (Single heeft een zogenaamde "dubbele A kant").

### Nederlandse Top 40
| Positie: | 20 | 4 | 1 | 1 | 1 | 1 | 2 | 6 | 13 | 29 | uit |

### Nationale Hitparade
| Positie: | 2 | 1 | 1 | 1 | 1 | 1 | 2 | 11 | 15 | 28 | 50 | uit |

### TROS Top 50
Hitnotering: 05-08-1982 t/m 07-10-1982. Hoogste notering: #1 (5 weken).

### TROS Europarade
Hitnotering: 29-08-1982 t/m 12-09-1982. Hoogste notering: #19 (1 week).

### Vlaamse Radio 2 Top 30
| Positie: | 9 | 6 | 7 | 9 | 17 | uit |

### Vlaamse Ultratop 50
| Positie: | 32 | 22 | 12 | 6 | 5 | 5 | 13 | 27 | uit |

### NPO Radio 2 Top 2000
| Nummers met noteringen in de NPO Radio 2 Top 2000 | '00 | '01 | '02  | '03  | '04  | '05  | '06  | '07  | '08  |
| ------------------------------------------------- | --- | --- | ---- | ---- | ---- | ---- | ---- | ---- | ---- |
| Als je huilt                                      | 690 | -   | 1225 | 1938 | 1572 | -    | -    | -    | -    |
| Bim bam                                           | -   | -   | -    | -    | -    | 1360 | 1535 | 1324 | 1791 |

1. ↑  Een '-' betekent dat het nummer niet was genoteerd en een vetgedrukt getal geeft de hoogste notering van een nummer aan.
2. ↑  2000 was het eerste jaar met een notering voor een van deze nummers.
3. ↑  Deze tabel is bijgewerkt tot en met de laatste editie (2024).